# Jean-Pierre Rivière
Jean-Pierre Rivière (* 22. Juli 1929 in Mérignac; † 17. November 1995 bei Montpellier) war ein französischer Komponist.
Rivière studierte am Conservatoire de Paris Harmonielehre bei Jean Gallon und Henri Challan, Kontrapunkt und Fuge bei Noël Gallon, Begleitung bei Nadia Boulanger, Komposition bei Tony Aubin, Musikanalyse bei Olivier Messiaen, Musikästhetik und -pädagogik bei Alexis Roland-Manuel, Musikgeschichte bei Norbert Dufourcq und Orchesterleitung bei Louis Fourestier. Er erhielt erste Preise in den Fächern Harmonielehre, Fuge und Komposition und gewann 1957 den Ersten Second Grand Prix de Rome.
Während eines Studienaufenthaltes in der Casa de Velásquez in Madrid 1956–57 entstand Rivières Sinfonie Les Sorcières du Pré au Bouc mit dem Untertitel Hommage à Goya. Nach seiner Rückkehr unterrichtete von 1959 bis 1960 am Konservatorium von Bordeaux. Auf Einladung von François Bernier lehrte er 1967–68 ein Jahr am Konservatorium von Québec. 1983–84 leitete er die École nationale de musique de Maçon und 1989–90 die École départementale de musique de Haute-Saône. 1980 wurde er an das Konservatorium von Nancy berufen, wo er zwölf Jahre lang unterrichtete. Unter seinen Schülern hier war auch der Komponist Pierre Thilloy.
1987 eröffnete Rivière mit dem Architekten Gérard Rousseau in Belmont-Luthézieu das Centre International l’Ermitage-Luthézieu, das Konzerte organisierte und Musikkurse anbot. Eine Herzkrankheit zwang ihn, 1992 das Zentrum zu schließen und seine Lehrtätigkeit aufzugeben. Am 17. November 1995 starb er auf einer Zugreise nach Montpellier an einem Herzinfarkt.

## Werke
- Les Sorcières du Pré au Bouc (Hommage à Goya), Sinfonie, 1957
- Pour un Don Quichotte, Oper, UA an der Piccola Scala 1961
- Ré mineur für Tuba und Klavier, 1979
- Tenroc für Kornett oder Trompete und Klavier, 1982
- Rapsodie für Posaune und Klavier, 1984
- Géronimo für Bläserquintett, UA 1992
- Burlesque
- Divertimento
- Le Chevalier Kurt
- Concertino-Sax

| Personendaten    | Personendaten           |
| ---------------- | ----------------------- |
| NAME             | Rivière, Jean-Pierre    |
| KURZBESCHREIBUNG | französischer Komponist |
| GEBURTSDATUM     | 22. Juli 1929           |
| GEBURTSORT       | Mérignac                |
| STERBEDATUM      | 17. November 1995       |
| STERBEORT        | Montpellier             |